# Saint-Laurent-de-Cuves
Saint-Laurent-de-Cuves – miejscowość i gmina we Francji, w regionie Normandia, w departamencie Manche.
Według danych na rok 1990 gminę zamieszkiwało 491 osób, a gęstość zaludnienia wynosiła 33 osoby/km² (wśród 1815 gmin Dolnej Normandii Saint-Laurent-de-Cuves plasuje się na 447. miejscu pod względem liczby ludności, natomiast pod względem powierzchni na miejscu 244.).